# 6373 Stern
6373 Stern eller 1986 EZ är en asteroid i huvudbältet som upptäcktes den 5 mars 1986 av den amerikanske astronomen Edward L.G. Bowell vid Anderson Mesa Station. Den är uppkallad efter den amerikanske astronomen Alan Stern.
Asteroiden har en diameter på ungefär 9 kilometer och den tillhör asteroidgruppen Eunomia.